# Nothing, Arizona
Nothing (slovensko Nič) je nenaseljeno mesto duhov v vzhodnem delu ameriške zvezdne dežele Arizona.

## Zgodovina
Nekdanji prebivalci so trdili, da je mesto tako "poimenovalo nekaj pijancev." Nothing je bil večkrat dodan na seznam nenavadnih krajevnih imen.
Naselje je bilo ustanovljeno leta 1977, približno 160 km severnozahodno od mesta Phoenix, ter nekaj več kot 30 km južno od Wikieupa, t. i. "arizonske prestolnice kač klopotač" ob cesti U.S. Route 93 med Las Vegasom in Phoenixom.
Nothing je bil zapuščen do maja 2005, in v avgustu 2008, se je začela podirati tudi bencinska črpalka.  Nakup Nothinga s strani Mika Jesena enkrat po avgustu 2008 je bil poskus ponovne oživitve Nothinga.  Aprila 2009 je ta odprl picerijo na prenosno pečico v upanju da bi kasneje ustvaril prenočišča za popotnike z rekreacijskimi vozili.
Vendar pa je mesto od aprila 2011 znova zapuščeno in tudi postojanka s picami ne obratuje.

## Dejavnost
Nothing je nekoč imel bencinsko črpalko in majhno trgovino.
Arizonski urad za transport (ADOT) je v Nothingu namestil eno od 4 motorističnih telefonskih govorilnic na cesti U.S. 93.
Napis ob vhodu v mesto se v prevodu glasi:
Mesto Ničesar v Arizoni. Ustanovljeno 1977. Nadmorska višina 996 m
Vdani prebivalci Ničesar so polni upanja, vere in verjamejo v delovno etiko. Skozi leta so posvečeni prebivalci imeli upanje v NIč, upali za Nič in delali v Nič, za Nič.